# Bad News Baseball
Bad News Baseball (Japans: Gekitou!! Stadium) is een computerspel dat werd ontwikkeld en uitgegeven door Tecmo. Het spel werd uitgebracht op 15 december 1989 voor het platform Nintendo Entertainment System. Het spel is een honkbalspel met twee leagues, te weten: Ultra League en Super League.

## Ontvangst
| Beoordeeld door       | Datum        | Score |
| --------------------- | ------------ | ----- |
| NES Archives          | 12 mei 2001  | 91%   |
| The Video Game Critic | 5 april 2008 | 75%   |
| Game Freaks 365       | 2005         | 67%   |